# Machmalauter Live
Machmalauter ist das vierte Livealbum der Musikgruppe Die Toten Hosen. Es wurde während der gleichnamigen Konzertreise der Band vom 9. November 2008 bis 5. September 2009 aufgenommen und von Vincent Sorg produziert. Das Album erschien am 27. November 2009 als Doppel-CD und in limitierter Auflage als Vinyl.

## Entstehung

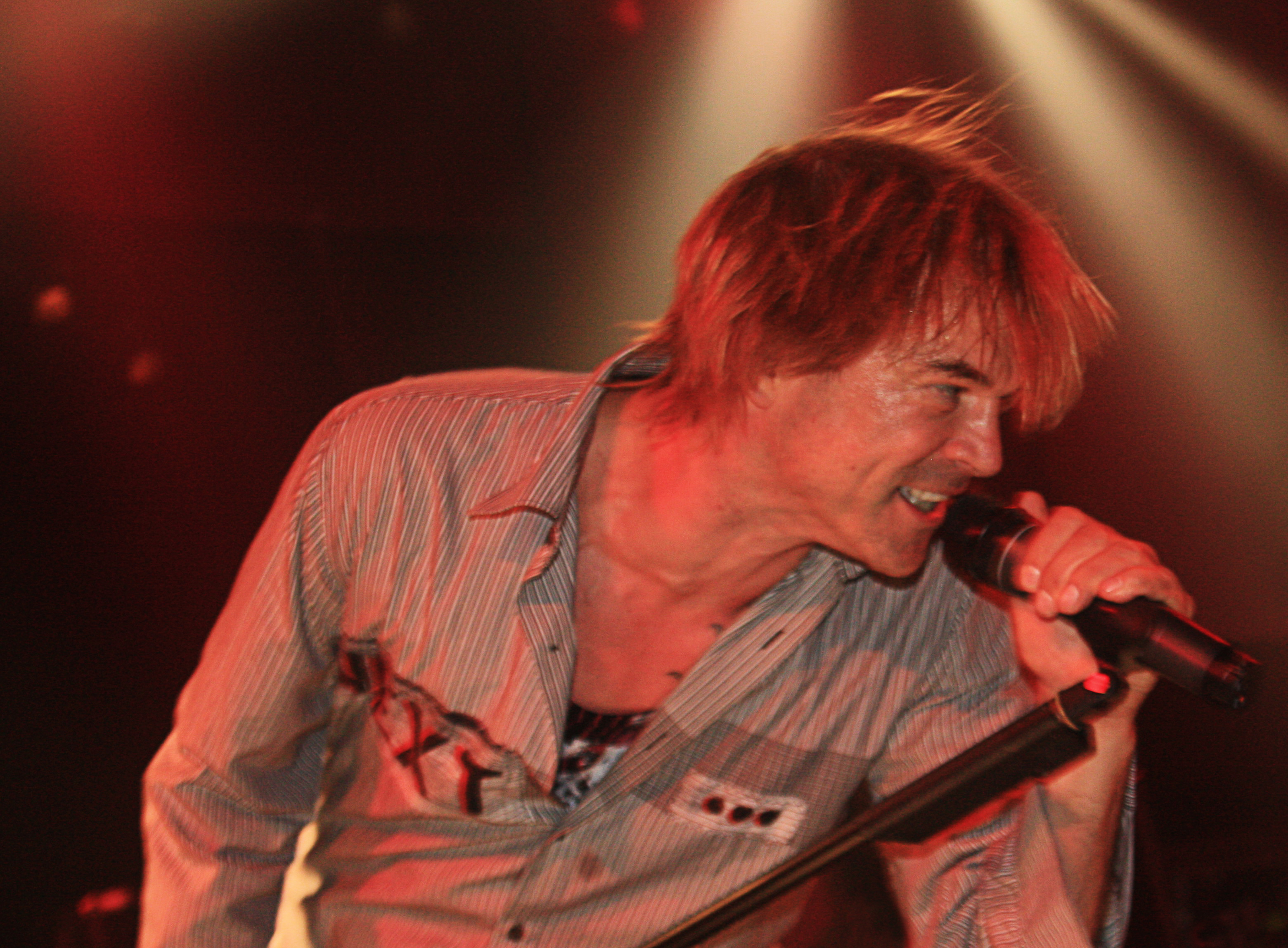
Campino, Barcelona 2009

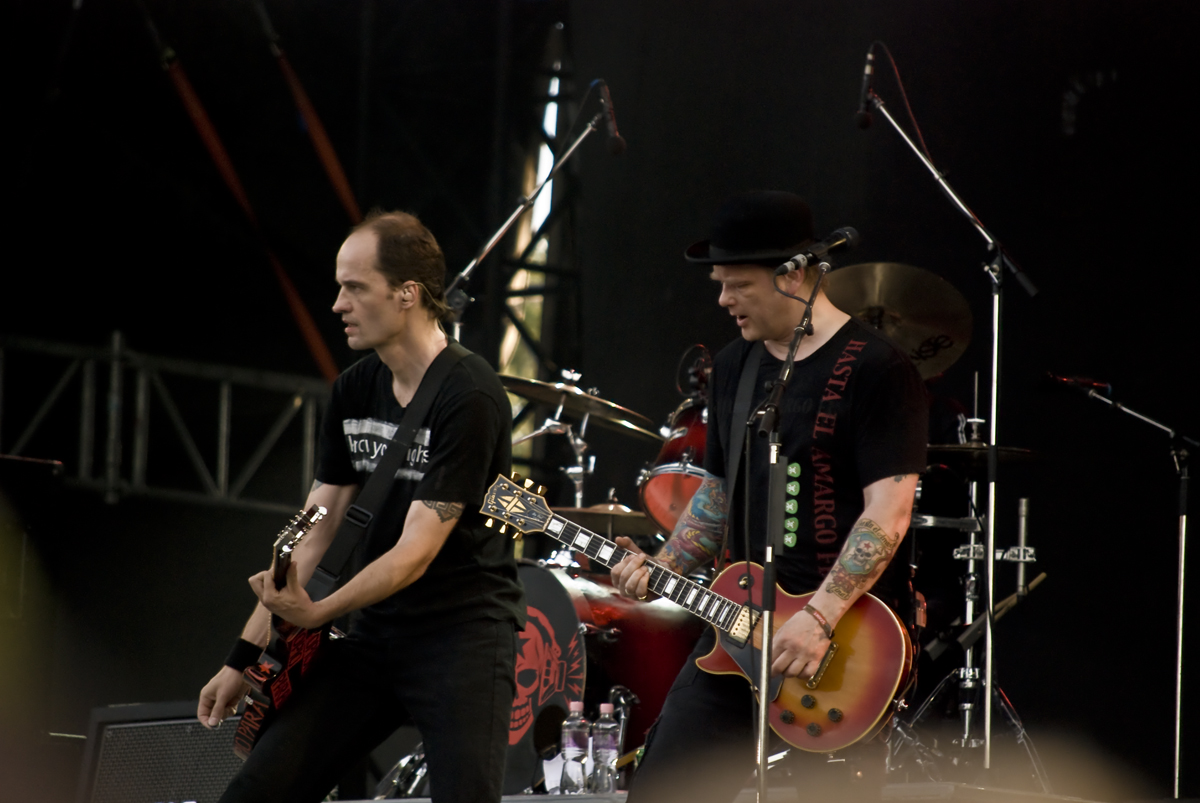
Michael Breitkopf und Andreas von Holst, Sziget Festival 2009

Nach einer dreijährigen Pause meldeten sich Die Toten Hosen 2008 mit ihrem Studioalbum In aller Stille zurück und starteten darauf ihre seither größte Tour Machmalauter, bei der sie, wie bereits in der Vergangenheit, die größten Hallen in Deutschland, Luxemburg, Österreich und der Schweiz ausverkauften. Sie spielten auf verschiedenen Veranstaltungen in Spanien und Argentinien, bei denen Michael Breitkopf, der die Landessprache spricht, für die Ansagen zuständig war. Die Band gab außerdem je ein Konzert in Moskau und in Krakau.
Die Toten Hosen waren 2009 zudem Gast beim „Braunschweig rockt Open Air“, „Ferropolis Open Air“, Nova Rock, Filmnächte am Elbufer in Dresden, in der Berliner Wuhlheide, beim Sonisphere Festival, „Ludwigsburg 2009 Open Air“, „40 Jahre Black Devils“ in Wiesbaden, Taubertal-Festival, „Chiemsee Open Air“, Sziget in Budapest, „Wiley Open Air“ in Neu-Ulm, Tanzbrunnen in Köln, Degenau in Jonschwil, Highfield-Festival, „Strandbad Open Air“ am Stausee Losheim, Two Days a Week in Wiesen und beim „Aupa Lumbreiras! Festival“ in Tobarra (Spanien). Ende des Jahres 2009 erhielt die Band den Publikumspreis ECHO als „Beste deutsche Liveband“.
Während der gesamten Tour begleitete sie Vincent Sorg und sein Team, um die Konzerte aufzuzeichnen. Am Ende jeden Abends konnte der jeweilige Mitschnitt in Form eines USB-Sticks vom Publikum erworben werden (siehe Die Toten Hosen/Diskografie). Letztendlich entstand aus dem Gesamtmaterial ein Doppelalbum.

## Titel
Die Anordnung der Titel orientiert sich nach der Reihenfolge der Setlist, wie sie auf den meisten Konzerten der Machmalauter Tour gespielt wurde.
Der Konzertopener Strom und die Lieder Innen ist alles neu, Disco, Alles was war, Teil von mir und Tauschen gegen Dich sind vom Album In aller Stille aus 2008, während der größte Teil der Setliste aus älteren Erfolgstiteln besteht.
Für Liebeslied spielt Andreas von Holst als Einleitung eine Melodie auf der akustischen Gitarre. Campino probt nach dem Call-and-Response-Prinzip mit dem Publikum die Rufe: „Hey-hey-hey“ und „Ho-ho-ho“, bevor er die Menge die erste Strophe mitsingt und schließlich nach zwei Minuten die übrigen Instrumente einsetzen und den Gesang bis zum Schluss begleiten.
Esther Kim und Raphael Zweifel, welche die gesamte Tour begleitet haben, sind bei Tauschen gegen Dich und Der letzte Kuss an Cello und Klavier zu hören. Zum Spottlied Sascha … ein aufrechter Deutscher spielt Crewmitglied Noppa Schüttler, der sonst für die Backline zuständig ist, eine Nasenflöte.
Im Zugabenteil gibt es ein siebenminütiges Medley, das aus den Titeln der frühen 1980er Jahre, hauptsächlich vom Album Opel-Gang: Achterbahn, Schwarzwaldklinik, Opel-Gang, Wir sind bereit, Liebesspieler und Reisefieber zusammengestellt ist.
| CD 1 1. Strom – 2:58 2. Du lebst nur einmal – 1:58 3. All die ganzen Jahre – 3:09 4. Innen alles neu – 3:06 5. Auswärtsspiel – 2:43 6. Disco – 3:04 7. Madelaine (aus Lüdenscheid) – 3:45 8. Alles was war – 3:10 9. Cokane in my Brain – 3:25 Cover von Dillinger 10. Wünsch Dir was – 4:29 11. Teil von mir – 2:51 12. Bonnie & Clyde – 4:00 13. Liebeslied – 4:27 14. Alles aus Liebe – 3:49 15. Nur zu Besuch – 4:26 | CD 2 1. Pushed Again – 3:27 2. Steh auf, wenn Du am Boden bist – 3:17 3. I Fought the Law – 2:43 Cover von The Crickets 4. Hier kommt Alex – 3:55 5. Schönen Gruß, auf Wiederseh’n – 4:26 6. Tauschen gegen Dich – 3:17 7. Der letzte Kuss – 3:03 8. Sascha … ein aufrechter Deutscher – 2:46 9. Opel-Gang Medley – 7:19 10. Der Bofrost Mann – 2:43 11. Freunde – 4:40 12. Bayern – 4:16 13. Zehn kleine Jägermeister – 3:35 14. You’ll Never Walk Alone – 4:11 |

## Veröffentlichungen
Gleichzeitig mit dem Doppelalbum wurde das Konzert in der Berliner Waldbühne vom 28. August 2009 und der Auftritt im SO36 am 2. September 2009 als DVD veröffentlicht. Die Regie führte bei beiden Konzertfilmen Paul Shyvers.
In der Waldbühne trat Arnim Teutoburg-Weiß als Gastsänger bei Hand in Hand, einem Cover von den Beatsteaks, auf. Vor Ort war zudem Birgit Minichmayr, die Auflösen im Duett mit Campino sang.
Im SO36 ging Norbert Hähnel als „Der wahre Heino“ mit auf die Bühne. Das Konzert wurde zur Rettung des Kreuzberger Klubs veranstaltet, in dem Die Toten Hosen 1982 eines ihrer ersten Konzerte gaben, und der dringend Geld für den Bau einer Lärmschutzwand benötigt. Die Band trat in ihrer Bühnenkleidung aus den 1980er Jahren auf und spielte überwiegend Musikstücke aus ihren Anfangsjahren.
Eine Singleauskoppelung zu Pushed Again, welche die Liveaufnahmen zu Schön sein, Vida Desesperada und Pessimist enthält, kam in einer Auflage von 2.000 Stück als Vinyl auf den Markt und ist zudem als Download erhältlich. Doppelalbum und beide DVDs wurde in Verbindung mit einem 216-seitigen Fotobuch unter dem Titel Die volle Dröhnung herausgebracht, welches auf 30.000 Stück limitiert ist. Die zweite Singleauskoppelung Der letzte Kuss, die auch die Titel Rockmusik und Alles wird vorübergehen als Liveversion enthält, erschien im Januar 2010 als CD.